# Schiffweiler

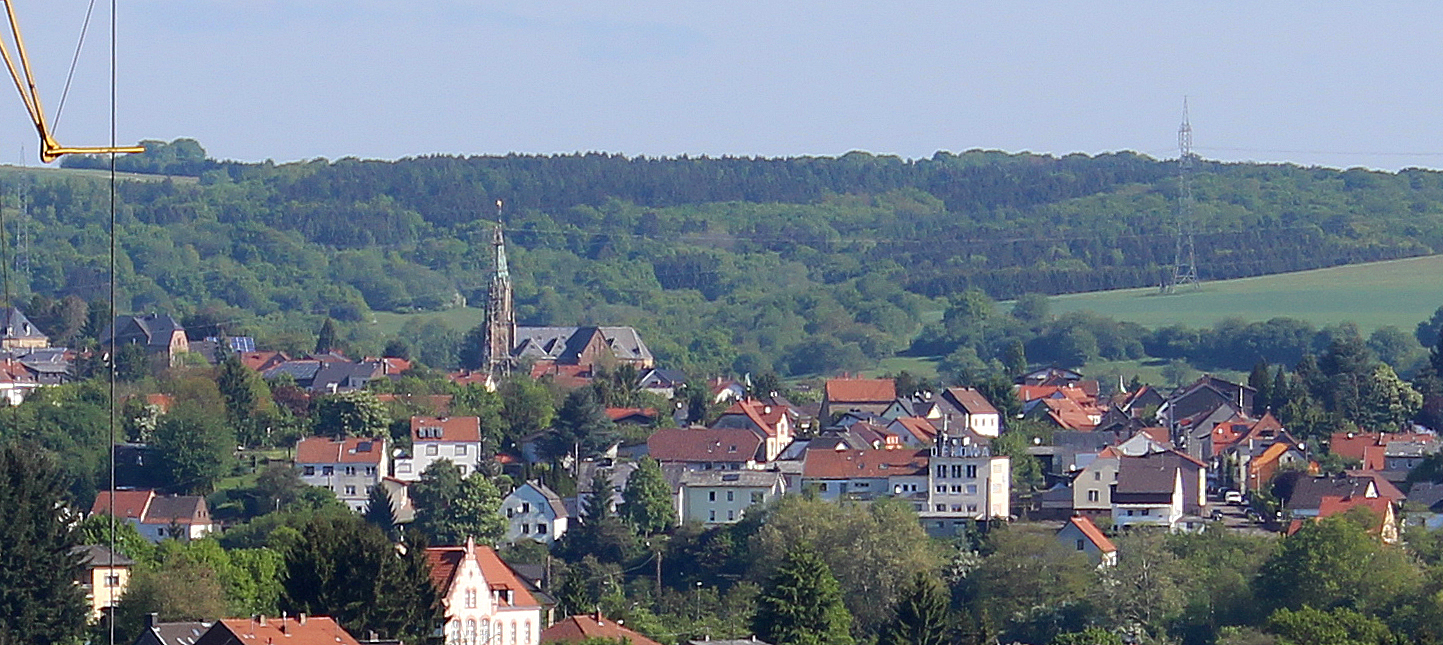
Blick auf Schiffweiler

Schiffweiler (ⓘ, im örtlichen Dialekt Schiffwiller, ⓘ) ist eine saarländische Gemeinde im Landkreis Neunkirchen, rund 20 km nordöstlich von Saarbrücken gelegen.

## Geschichte
Der im Jahre 893 erstmals urkundlich erwähnte Ort Schiffweiler wurde im Dreißigjährigen Krieg völlig zerstört und erst ab 1664 wieder besiedelt.
Urkundliche Erwähnungen belegen die Gewinnung von Steinkohle ab dem Jahre 1430 und eine erste Steinkohlengrube bereits im Jahre 1766.
Der Wandel zu einem Industriestandort vollzog sich Mitte des 19. Jahrhunderts im Zuge der Errichtung der großen Steinkohlenbergwerke Reden (1847) und Itzenplitz (1856).
Rund 150 Jahre bestimmte der Bergbau den Alltag in der Gemeinde, die rasch aufblühte. Es gab aber auch Schattenseiten. So verursachte der Bergbau immer wieder erhebliche Bergschäden; oftmals fielen Häuser schon kurz nach Fertigstellung dem Abbau zum Opfer und mussten saniert oder abgerissen werden. Mit der Schließung des Bergwerkes Reden im Jahre 1995 ging in Schiffweiler eine Ära zu Ende.
Während des Völkerbund-Mandats über das Saargebiet (1920–1935) bestanden in Heiligenwald und in Schiffweiler Domanialschulen.

### Eingemeindungen
Nach der Eingemeindung von Heiligenwald, Landsweiler-Reden und Stennweiler besteht die Gemeinde Schiffweiler seit der Gebiets- und Verwaltungsreform im Saarland, die am 1. Januar 1974 in Kraft trat, aus den Ortsteilen Schiffweiler, Heiligenwald, Landsweiler-Reden und Stennweiler. Zu Schiffweiler kam auch ein Gebiet der Gemeinde Illingen mit damals mehr als 150 Einwohnern.
| Die einzelnen Gemeindegliederungen | Die einzelnen Gemeindegliederungen | Die einzelnen Gemeindegliederungen | Die einzelnen Gemeindegliederungen |
| ---------------------------------- | ---------------------------------- | ---------------------------------- | ---------------------------------- |
| Wappen des Ortes Schiffweiler      | Schiffweiler                       | 755 Hektar                         | 5753 Einwohner                     |
| Wappen von Heiligenwald            | Heiligenwald                       | 446 Hektar                         | 4918 Einwohner                     |
| Wappen von Landsweiler-Reden       | Landsweiler-Reden                  | 467 Hektar                         | 4621 Einwohner                     |
| Wappen von Stennweiler             | Stennweiler                        | 461 Hektar                         | 2231 Einwohner                     |

## Politik

### Gemeinderat
Der Gemeinderat Schiffweiler zählt 33 Mitglieder. Die vergangenen Kommunalwahlen führten zu folgenden Ergebnissen:
|           | 2024    | 2024   |         | 2019    | 2019    | 2014   | 2014    | 2009   | 2009    | 2004   | 2004 |
| Partei    | Prozent | Sitze  | Prozent | Sitze   | Prozent | Sitze  | Prozent | Sitze  | Prozent | Sitze  |      |
| --------- | ------- | ------ | ------- | ------- | ------- | ------ | ------- | ------ | ------- | ------ | ---- |
| SPD       | 37,0    | 13     | 43,3    | 16      | 48,9    | 17     | 47,3 %  | 16     | 53,1    | 19     |      |
| CDU       | 34,4    | 12     | 30,5    | 11      | 30,2    | 10     | 25,8    | 9      | 32,4    | 11     |      |
| AfD       | 13,6    | 4      | –       | –       | –       | –      | –       | –      | –       | –      |      |
| FBL       | 5,0     | 1      | 5,1     | 1       | 7,0     | 2      | 7,9     | 2      | 11,2    | 3      |      |
| Grüne     | 4,4     | 1      | 8,0     | 2       | –       | –      | 3,5     | 1      | 3,4     | –      |      |
| BS        | 4,1     | 1      | –       | –       | –       | –      | –       | –      | –       | –      |      |
| FDP       | 1,6     | –      | 5,3     | 1       | –       | –      | –       | –      | –       | –      |      |
| Die Linke | –       | –      | 7,7     | 2       | 9,6     | 3      | 15,5    | 5      | –       | –      |      |
| Wahlbet.  | 67,4 %  | 67,4 % | 66,65 % | 66,65 % | 51,8 %  | 51,8 % | 60,4 %  | 60,4 % | 59,5 %  | 59,5 % |      |

Beigeordnete
- Erster Beigeordneter: Mathias Mauermann (SPD)
- Beigeordneter: Mathias Jochum (CDU)
- Beigeordneter: Markus Weber (CDU)

### Bürgermeister
- 1966 bis November 1974: Luca Zimmer, SPD
- 1974 bis November 1988: Werner Konter, SPD[7]
- 1988 bis November 2006: Friedhelm Frisch, SPD[8]
- 2006 bis 29. März 2010: Wolfgang Stengel, SPD (erster und bislang einziger saarländischer Bürgermeister, der vor dem regulären Ende seiner Amtszeit abgewählt wurde)[9]
- 19. September 2010 bis 30. September 2024: Markus Fuchs, SPD[10]

Bei der Stichwahl des Bürgermeisters am 23. Juni wurde der CDU-Kandidat Cedric Jochum mit 62,63 % der abgegebenen Stimmen zum neuen Bürgermeister gewählt. Jochum ist damit seit der Gebiets- und Verwaltungsreform im Saarland 1974 der erste CDU-Bürgermeister der Gemeinde Schiffweiler.

### Wappen der Gemeinde
Das Wappen wurde am 26. Juli 1976 durch das Saarländische Innenministerium genehmigt.
Blasonierung: „In Blau ein goldener Lilienhaspel, überzogen mit einem silbernen Göpelstück, das mit einem grünen Lindenblatt, einem schwebenden grünen Balkenkreuz und einem schwarzen Schlägel und einem schwarzen Eisen in schräger Kreuzung belegt ist.“
Die Farben der Gemeinde sind Blau – Weiß.
Das heutige Wappen der durch die Gemeindereform 1974 aus vier früheren wappenführenden Gemeinden neugebildeten Gemeinde will diesen Zusammenschluss durch Anhäufung der Symbole der früheren Gemeindewappen dokumentieren. Entnommen wurde der Lilienhaspel aus den früheren Wappen von Schiffweiler und Landsweiler-Reden, Schlägel und Eisen aus dem von Landsweiler-Reden und Heiligenwald, das Kreuz aus dem von Heiligenwald und das Lindenblatt aus dem von Stennweiler. Neu wurde zusätzlich aufgenommen das Göpelstück als – doppeltes – Zeichen des Bergbaus, eine Schachtanlage symbolisierend.
Das Wappen wurde von Alois M. Peter gestaltet.

### Wappen des Ortsteils
Das Wappen wurde am 10. Juli 1953 durch das Saarländische Innenministerium genehmigt.
Blasonierung: „In Schwarz ein achtspeichiges goldenes Glevenrad.“
Auf dem schwarzen Schild, der den Bergbau symbolisiert, steht das goldene Glevenrad der aus dem Rheingau stammenden Ritter von Greiffenclau, die im Jahre 1430 zugunsten der Grafen von Nassau-Saarbrücken auf ihre Eisenschmieden und Kohlengruben im Gebiet des Ortes Schiffweiler verzichteten, aber noch bis 1599 Besitzungen dortselbst hatten.
Das Wappen wurde vom Heraldiker Kurt Hoppstädter gestaltet.

### Partnerschaften
| Partnerschaften der Gemeinde Schiffweiler | Partnerschaften der Gemeinde Schiffweiler  | Partnerschaften der Gemeinde Schiffweiler | Partnerschaften der Gemeinde Schiffweiler |
| ----------------------------------------- | ------------------------------------------ | ----------------------------------------- | ----------------------------------------- |
| Wappen von Greifenburg                    | Greifenburg                                | Kärnten, Österreich                       | Osterreich                                |
| Wappen von Greifenburg                    | Welzow                                     | Brandenburg, Deutschland                  | Deutschland                               |
| Wappen von Greifenburg                    | Frunsenski, Stadtteil von Sankt Petersburg | Sankt Petersburg, Russland                | Russland                                  |
| Wappen von Petingen                       | Petingen                                   | Kanton Esch an der Alzette, Luxemburg     | Luxemburg                                 |

## Wirtschaft und Infrastruktur

### Verkehr
Schiffweiler hat einen Haltepunkt an der Fischbachtalbahn. Der Ortsteil Landsweiler-Reden hat in Nachbarschaft der stillgelegten Grube Reden einen Bahnhof an der Nahetalbahn.

### Industrie- und Gewerbeflächen
Nach dem Niedergang des Bergbaus verlor die Gemeinde den mit Abstand größten Arbeitgeber. Schiffweiler ist daher heute vor allem ein Wohnort. Unter anderem durch fehlende Gewerbesteuereinnahmen hat die Gemeinde eine der höchsten Pro-Kopf-Verschuldungen des Saarlandes.
In den vergangenen Jahren hat sich die Gemeinde intensiv um Neuansiedlungen von Unternehmen bemüht. Unweit der beiden stillgelegten Steinkohlenbergwerke entstand in kurzer Zeit das Gewerbegebiet Klinkenthal, das zum Ortsteil Heiligenwald gehört. Im Ort befindet sich der Sitz des Instituts für Landeskunde im Saarland.

### Energie
In Schiffweiler wurde 2014 ein Windpark errichtet. Der Park besteht aus fünf identischen Windkraftanlagen des Typs Vensys112.
Die Nabenhöhe der Anlagen beträgt 140 Meter, der Rotordurchmesser beträgt 112 Meter, was einer Rotorkreisfläche von ca. 1 ha und einer Gesamthöhe von ca. 196 Meter entspricht. Die Nennleistung pro Anlage beträgt 2,5 MW.
(Standort: 49° 23′ 5″ N, 7° 8′ 53″ O).

### Gesundheits- und Sozialwesen
| Anzahl der Gesundheits- und Sozialeinrichtungen | Anzahl der Gesundheits- und Sozialeinrichtungen | Anzahl der Gesundheits- und Sozialeinrichtungen | Anzahl der Gesundheits- und Sozialeinrichtungen | Anzahl der Gesundheits- und Sozialeinrichtungen | Anzahl der Gesundheits- und Sozialeinrichtungen |
| ----------------------------------------------- | ----------------------------------------------- | ----------------------------------------------- | ----------------------------------------------- | ----------------------------------------------- | ----------------------------------------------- |
| Art der Einrichtung                             | Schiffweiler                                    | Heiligenwald                                    | Landsweiler-Reden                               | Stennweiler                                     | Gesamt                                          |
| Arztpraxen                                      | 2                                               | 2                                               | 3                                               | 1                                               | 8                                               |
| Facharztpraxen                                  | -                                               | 1                                               | -                                               | –                                               | 1                                               |
| Zahnärzte                                       | –                                               | 1                                               | 2                                               | 1                                               | 4                                               |
| Apotheken                                       | 1                                               | 1                                               | 1                                               | –                                               | 3                                               |
| Altenpflegeheime                                | 1                                               | 2                                               | –                                               | –                                               | 3                                               |
| Behinderten Wohneinrichtung en                  | -                                               | 1                                               | -                                               | -                                               | 1                                               |

### Freiwillige Feuerwehr
Die Freiwillige Feuerwehr Schiffweiler besteht, nach Inkrafttreten der neuen Brandschutzsatzung der Gemeinde im März 2019, aus drei Löschbezirken: Nord (ehemalige Löschbezirke Schiffweiler & Stennweiler), Heiligenwald und Landsweiler-Reden. Der Feuerwehr stehen insgesamt 16 Lösch- und Sonderfahrzeuge zur Verfügung.

## Kultur und Sehenswürdigkeiten

### Bauwerke
Siehe auch: Liste der Baudenkmäler in Schiffweiler
Die erhaltenen Fördergerüste in Heiligenwald und Landsweiler-Reden erinnern an die beiden ehemaligen Bergwerke. In einem kleinen Park an der Straße „Am Bergwerk Reden“ befinden sich zwei Denkmäler für die Opfer der großen Grubenunglücke von 1864 und 1907.
In Heiligenwald und Landsweiler-Reden stehen auch die alten Bahnhofsgebäude (Strecke Itzenplitz-Reden, 1860), in Schiffweiler die 1879 erbaute Eisenbahnbrücke mit ihren runden Sandsteinbögen für den Wohlstand in dieser Zeit. Das Naherholungsgebiet Itzenplitz Heiligenwald liegt teilweise auf dem Gebiet von Schiffweiler.

### Ehemaliges Steinkohlenbergwerk in Landsweiler-Reden

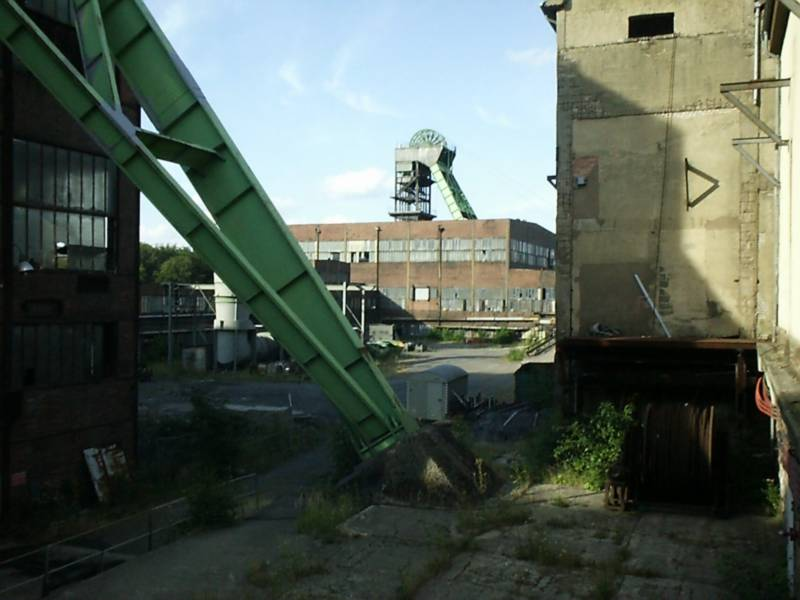
Die Tagesanlage des ehemaligen Bergwerkes Reden vor der Sanierung

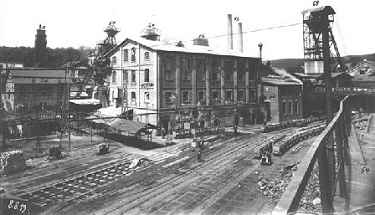
Grube Itzenplitz (Heiligenwald)

In den Verwaltungsgebäuden des ehemaligen Steinkohlenbergwerkes Reden wurden 2007 und 2008 verschiedene Landesbehörden angesiedelt, u. a. das Zentrum für Biodokumentation des Landesamtes für Umwelt und Arbeitssicherheit, dessen Aufgabe die Dokumentation und Erhaltung der saarländischen Flora und Fauna ist.
Mitte Dezember 2008 wurde auf dem Gelände der Edutainment-Park Gondwana – Das Praehistorium eröffnet.
2008 diente das Bergwerk als Filmset für die Tatortfolge „Das schwarze Grab“.

### Regelmäßige Veranstaltungen
Über die Gemeindegrenzen hinweg bekannt sind die Dorffeste in den einzelnen Ortsteilen sowie das Bergmannsfest im Ortsteil Heiligenwald. Neben den nachfolgend aufgeführten Veranstaltungen findet in Schiffweiler und Heiligenwald ebenfalls jährlich eine Kirmes statt. Als relativ junge Institution etabliert sich derzeit der Open-Air-Künstler-Treff, das 2010 zum dritten Mal in Heiligenwald stattfindet.
| Regelmäßige, wiederkehrende Veranstaltungen der Gemeinde | Regelmäßige, wiederkehrende Veranstaltungen der Gemeinde | Regelmäßige, wiederkehrende Veranstaltungen der Gemeinde |
| -------------------------------------------------------- | -------------------------------------------------------- | -------------------------------------------------------- |
| Art der Veranstaltung                                    | Ortsteil                                                 | Festlegung des Termins                                   |
| Dorffest                                                 | Landsweiler-Reden                                        | jährlich durch den Ortsrat                               |
| Bergmannstage                                            | Heiligenwald                                             | 2. Sonntag im Juli                                       |
| Dorffest                                                 | Stennweiler                                              | letztes Wochenende im Juli                               |
| Dorffest                                                 | Schiffweiler                                             | Sonntag nach Maria Himmelfahrt                           |
| Weihnachtsmarkt                                          | wechselnd                                                | 1. Advent                                                |

## Natur und Erholung

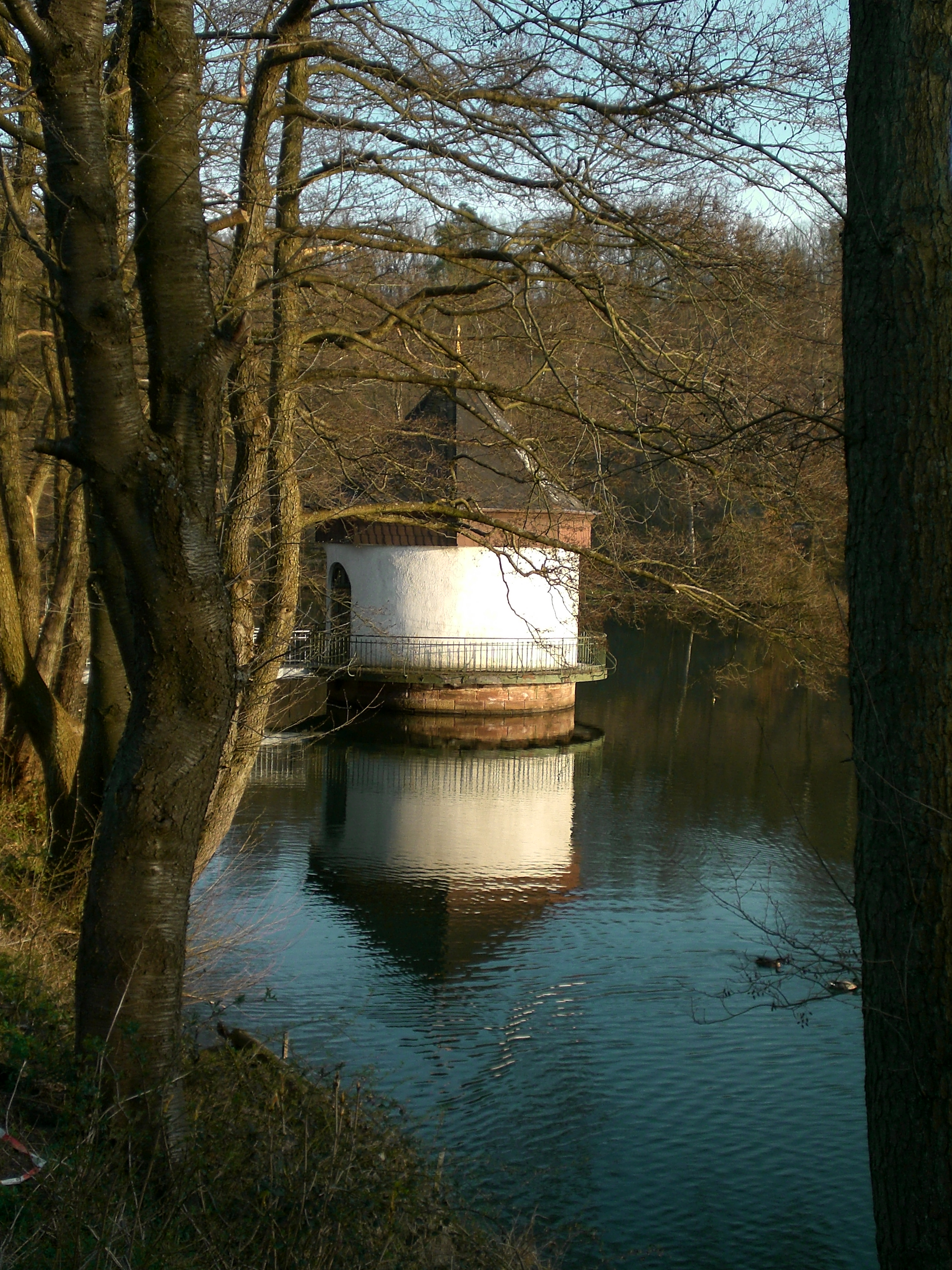
Pumpenhaus am Itzenplitzer Weiher in Heiligenwald

Der Itzenplitzer Weiher in Heiligenwald mit seinem denkmalgeschützten „Pumpenhaus“ ist ein weithin bekanntes Naherholungsgebiet.
- Die „Tausendjährige Linde“ ist das Wahrzeichen von Stennweiler, dem kleinsten Ortsteil der Gemeinde Schiffweiler.
- Das Freibad in Landsweiler bietet ein beheiztes Becken und eine Riesenrutsche.
- Die Theaterfreunde Heiligenwald, eine im Jahr 2005 gegründete Gruppe, zeigt auf ihrer Stammbühne im Bürgerhaus der Gemeinde Heiligenwald regelmäßige Aufführungen.

### Landschaft der Industriekultur Nord (LIK.Nord)
Schiffweiler gehört dem Naturschutzgroßprojekt Landschaft der Industriekultur Nord (LIK.Nord) an. Die Städte Neunkirchen und Friedrichsthal, die Gemeinden Illingen, Merchweiler, Schiffweiler und Quierschied sowie der Landkreis Neunkirchen und die Industriekultur Saar GmbH (IKS) haben sich zu einem Zweckverband zusammengeschlossen und 2009 den Bundeswettbewerb „Naturschutzgroßprojekte und ländliche Entwicklung“ des Bundesumweltministerium gewonnen. Ziel des Projekts ist die zukunftsfähige Entwicklung der altindustriellen und vom Bergbau geprägten Landschaft zu gestalten. Hierdurch soll der Artenreichtum der Landschaft durch Pflege und gezielte Eingriffe erhalten und weiter ausgebaut werden. Auf dem Gebiet der Gemeinde Schiffweiler befindet sich das Landschaftslabor „Neuerfindung der Bergmannskuh“. Das Projekt befindet sich seit Ende 2013 in der Umsetzungsphase.

## Sport

### Boule-Club Schiffweiler
Der Boule-Club in Schiffweiler wurde 2001 gegründet, die 1. Mannschaft spielt in der SBV Oberliga Ost.

### MSC Schiffweiler
Der MSC Schiffweiler wurde 1929 gegründet. Der Motorsportclub ist einer der größten Motorsportclub’s im Saarland, sein Schwerpunkt liegt auf dem Rallye-Sport. Mit der Rallye-Saar-Ost veranstaltet der Club auch eine eigene Rallye.

### SSV Heiligenwald
Über die Grenzen hinweg bekannt wurde 1996 der SSV Heiligenwald als Deutscher Meister der Badminton-Bundesliga.

### FSG Schiffweiler
In Schiffweiler ist der Fußballverein FSG Schiffweiler beheimatet. Zu den bekanntesten ehemaligen Spielern zählen Anthony Tieku und Rainer Heilmann. 2008 feierte die FSG ihr 100-jähriges Bestehen. 2008/09 stieg man in die Verbandsliga auf.
Im Jahre 1984 wurde die Jugendabteilung durch die Sepp-Herberger-Stiftung für die herausragende Jugendarbeit geehrt.

### FC 08 Landsweiler-Reden
Der Fußballverein wurde am 1. Mai 1908 unter dem Namen FC Borussia Landsweiler gegründet. Im Jahre 2008 konnte der Verein auf sein 100-jähriges Bestehen zurückblicken. Größter Erfolg des damals noch unter der Bezeichnung „Teutonia Landsweiler-Reden“ spielenden Vereins war die Teilnahme an der Regionalliga Südwest, der damals zweithöchsten deutschen Fußballklasse in der Saison 1968/69. Die Heimspiele werden im Kohlwaldstadion durchgeführt.
Frühere Namen:
-FC Borussia Landsweiler (1908/09 bis 1908/09)
-FC Teutonia 08 Landsweiler-Reden (1909/10 bis 1918/19)
-SV Landsweiler-Reden (1919/20 bis 1944/45)
-OSV Landsweiler-Reden (1945/46 bis 1951/52)
-FC Teutonia 08 Landsweiler-Reden (1952/53 bis 1985/86)

### Nordic-Walking-Park
Seit 2007 gibt es im Naherholungsgebiet Itzenplitz einen Nordic-Walking-Park. Er umfasst vier verschiedene Stecken unterschiedlichen Schwierigkeitsgrades. Angeboten wir hier auch die neue Sportart Cross Skating mit Skikes angeboten. Erstmals wurde 2008 ein Großevent für Nordic Walker, Wanderer und Cross Skater veranstaltet.

### BC Schiffweiler/LZ Saar
Der Billardclub 1924 Schiffweiler ist im Billard Landesleistungszentrum im Ortsteil Landsweiler beheimatet. Der Verein spielt unter anderem in der 2. Dreiband-Bundesliga (Gruppe Süd) und richtete mehrere German-Grand-Prix (Qualifikationsturniere für die Deutschen Meisterschaften in Bad Wildungen) aus. Im Jahr 2007 fand die Europameisterschaft der Damen in der Disziplin freie Partie im Landesleistungszentrum statt. Steffi Träm konnte bei ihrem Heimspiel die Silbermedaille gewinnen.

### TG 1884 Landsweiler-Reden e. V.
Gegründet wurde der Verein am 6. Juli 1884 als Turnverein Landsweiler. 1911 wurde mit der Turngesellschaft ein zweiter Turnverein in Landsweiler gegründet. 1927 folgte dann der Zusammenschluss der beiden Turnvereine unter dem Namen Turngemeinde 1884 Landsweiler-Reden. Zurzeit hat die TG 1884 538 Mitglieder, von denen 236 Kinder und Jugendliche unter 18 Jahren sind. Die TG ist somit einer der größten Vereine in der Gemeinde und hat sich über das sportliche hinaus auch auf dem Kulturellen Sektor einen Namen gemacht.

### TGL TITANS Basketball Landsweiler-Reden
Der Verein wurde 1999 als „Hobbysparte“ in der TG 1884 Landsweiler-Reden e. V. gegründet. Seit der Saison 2004/2005 erfolgt eine aktive Teilnahme am Ligabetrieb beim Basketballverband Saar. In der Saison 2012/2013 gelang mit dem Aufstieg in die Landesliga der bislang größte Erfolg. Vom 2. Februar bis zum 4. Februar 2013 sowie vom 7. April bis zum 9. April 2017 war der Verein Ausrichter der Endspiele um den saarländischen Basketballpokal. Aktuell verfügen die TGL TITANS über 3 aktive Herrenmannschaften mit insgesamt 60 Spielern.

## Persönlichkeiten

### Söhne und Töchter der Gemeinde
- Heinrich Strauß (1882–1968), Jurist und Politiker (CVP), Mitglied des Saarländischen Landtags
- Adam Löhr (1889–1938), Politiker (KPD)
- Johannes Hoffmann (1890–1967), Politiker (CVP), Ministerpräsident des Saarlandes von 1947 bis 1955
- Christian Fries (1895–1959), Kriminalpolizist und Widerstandskämpfer
- Heinrich Sommer (1895–1967), Politiker (KPD) und Widerstandskämpfer
- Ernst Dürrfeld (1898–1945), Politiker (NSDAP) und Oberbürgermeister von Saarbrücken
- Friedrich Pfordt (1900–1957), Politiker (KPD)
- Richard Kirn (1902–1988), Politiker (SPS), stellvertretender Ministerpräsident und Arbeitsminister des Saarlandes 1947–1951 und 1952–1954
- Konrad Grebe (1907–1972), Steiger und Erfinder; international bekannt als Vater des Kohlenhobels
- Albert Heintz (1908–1981), römisch-katholischer Theologe, Domkapitular in Trier
- Hans Klein (1912–1984), Pathologe und Hochschullehrer
- Manfred Schäfer (1921–1999), Wirtschaftswissenschaftler, Politiker (CDU), Wirtschaftsminister des Saarlandes
- Alfred Dohm (1922–1982), Politiker (SPS, CDU) und Journalist
- Günter Schwehm (1926–1987), Politiker (CDU), Jurist und Landrat
- Franz Maurer (1929–2005), Missionar der Weißen Väter und Entwicklungshelfer
- Marianne Aatz (1929–2024), bildende Künstlerin
- Gerhard Breit (1930–1990), Politiker (CDU), Landrat von St. Wendel 1973–1974; ständiger Vertreter des Ministers des Innern 1974–1985
- Friedel Läpple (* 1938), Politiker (SPD), Innenminister des Saarlandes 1985–1999
- Doris Pack (* 1942), Politikerin (CDU), MdEP, MdB
- Ralf Baptist Friedrich (* 1946), ehemaliges Mitglied der Rote Armee Fraktion
- Gerd Zewe (* 1950), Fußballspieler, 440 Bundesligaspiele (Fortuna Düsseldorf)
- Ralf Peter (* 1968), Countertenor
- Philip Welker (* 1989), Badminton-Nationalspieler

### Ehrenbürger
- Walter Bernstein (1901–1981), Maler und Grafiker, Ehrenbürgerschaft postum verliehen[13]